# Grand Prix Kanady 2011
Grand Prix Kanady 2011 ( XLVII. Grand Prix du Canada) sedmý závod 62. ročníku mistrovství světa jezdců Formule 1 a 53. ročníku poháru konstruktérů, historicky již 847. grand prix, se uskutečnila na okruhu Circuit Gilles Villeneuve v Montréalu.

## Výsledky

### Kvalifikace
| Pořadí               | Číslo | Jezdec             | Tým                  | 1. část  | 2. část  | 3. část  | Start |
| -------------------- | ----- | ------------------ | -------------------- | -------- | -------- | -------- | ----- |
| 1                    | 1     | Sebastian Vettel   | Red Bull-Renault     | 1:14.011 | 1:13.486 | 1:13.014 | 1     |
| 2                    | 5     | Fernando Alonso    | Ferrari              | 1:13.822 | 1:13.672 | 1:13.199 | 2     |
| 3                    | 6     | Felipe Massa       | Ferrari              | 1:14.026 | 1:13.431 | 1:13.217 | 3     |
| 4                    | 2     | Mark Webber        | Red Bull-Renault     | 1:14.375 | 1:13.654 | 1:13.429 | 4     |
| 5                    | 3     | Lewis Hamilton     | McLaren-Mercedes     | 1:14.114 | 1:13.926 | 1:13.565 | 5     |
| 6                    | 8     | Nico Rosberg       | Mercedes             | 1:14.920 | 1:13.950 | 1:13.814 | 6     |
| 7                    | 4     | Jenson Button      | McLaren-Mercedes     | 1:14.374 | 1:13.955 | 1:13.838 | 7     |
| 8                    | 7     | Michael Schumacher | Mercedes             | 1:14.970 | 1:14.242 | 1:13.864 | 8     |
| 9                    | 9     | Nick Heidfeld      | Renault              | 1:15.096 | 1:14.467 | 1:14.062 | 9     |
| 10                   | 10    | Vitalij Petrov     | Renault              | 1:14.699 | 1:14.354 | 1:14.085 | 10    |
| 11                   | 15    | Paul di Resta      | Force India-Mercedes | 1:14.874 | 1:14.752 |          | 11    |
| 12                   | 12    | Pastor Maldonado   | Williams-Cosworth    | 1:15.585 | 1:15.043 |          | 12    |
| 13                   | 16    | Kamui Kobajaši     | Sauber-Ferrari       | 1:15.694 | 1:15.285 |          | 13    |
| 14                   | 14    | Adrian Sutil       | Force India-Mercedes | 1:14.931 | 1:15.287 |          | 14    |
| 15                   | 18    | Sébastien Buemi    | Toro Rosso-Ferrari   | 1:15.901 | 1:15.334 |          | 15    |
| 16                   | 11    | Rubens Barrichello | Williams-Cosworth    | 1:15.331 | 1:15.361 |          | 16    |
| 17                   | 17    | Pedro de la Rosa   | Sauber-Ferrari       | 1:16.229 | 1:15.587 |          | 17    |
| 18                   | 19    | Jaime Alguersuari  | Toro Rosso-Ferrari   | 1:16.294 |          |          | 18    |
| 19                   | 21    | Jarno Trulli       | Lotus-Renault        | 1:16.745 |          |          | 19    |
| 20                   | 20    | Heikki Kovalainen  | Lotus-Renault        | 1:16.786 |          |          | 20    |
| 21                   | 23    | Vitantonio Liuzzi  | HRT-Cosworth         | 1:18.424 |          |          | 21    |
| 22                   | 24    | Timo Glock         | Virgin-Cosworth      | 1:18.537 |          |          | 22    |
| 23                   | 22    | Narain Karthikeyan | HRT-Cosworth         | 1:18.574 |          |          | 23    |
| 107% limit: 1:18.989 |       |                    |                      |          |          |          |       |
| 24                   | 25    | Jérôme d'Ambrosio  | Virgin-Cosworth      | 1:19.414 |          |          | 24    |

### Závod
| Pořadí | Číslo | Jezdec             | Tým                  | Kola | Čas/odstoupení | Start | Body |
| ------ | ----- | ------------------ | -------------------- | ---- | -------------- | ----- | ---- |
| 1      | 4     | Jenson Button      | McLaren-Mercedes     | 70   | 4:04:39.537    | 7     | 25   |
| 2      | 1     | Sebastian Vettel   | Red Bull-Renault     | 70   | +2.709         | 1     | 18   |
| 3      | 2     | Mark Webber        | Red Bull-Renault     | 70   | +13.828        | 4     | 15   |
| 4      | 7     | Michael Schumacher | Mercedes             | 70   | +14.219        | 8     | 12   |
| 5      | 10    | Vitalij Petrov     | Renault              | 70   | +20.395        | 10    | 10   |
| 6      | 6     | Felipe Massa       | Ferrari              | 70   | +33.225        | 3     | 8    |
| 7      | 16    | Kamui Kobajaši     | Sauber-Ferrari       | 70   | +33.270        | 13    | 6    |
| 8      | 19    | Jaime Alguersuari  | Toro Rosso-Ferrari   | 70   | +35.964        | 24    | 4    |
| 9      | 11    | Rubens Barrichello | Williams-Cosworth    | 70   | +45.117        | 16    | 2    |
| 10     | 18    | Sébastien Buemi    | Toro Rosso-Ferrari   | 70   | +47.056        | 15    | 1    |
| 11     | 8     | Nico Rosberg       | Mercedes             | 70   | +50.454        | 6     |      |
| 12     | 17    | Pedro de la Rosa   | Sauber-Ferrari       | 70   | +1:03.607      | 17    |      |
| 13     | 23    | Vitantonio Liuzzi  | HRT-Cosworth         | 69   | +1 kolo        | 20    |      |
| 14     | 25    | Jérôme d'Ambrosio  | Virgin-Cosworth      | 69   | +1 kolo        | 23    |      |
| 15     | 24    | Timo Glock         | Virgin-Cosworth      | 69   | +1 kolo        | 21    |      |
| 16     | 21    | Jarno Trulli       | Lotus-Cosworth       | 69   | +1 kolo        | 18    |      |
| 17     | 22    | Narain Karthikeyan | HRT-Cosworth         | 69   | +1 kolo        | 22    |      |
| 18     | 15    | Paul di Resta      | Force India-Mercedes | 67   | Nehoda         | 11    |      |
| Ret    | 12    | Pastor Maldonado   | Williams-Cosworth    | 61   | +9 kol         | 12    |      |
| Ret    | 9     | Nick Heidfeld      | Renault              | 55   | Nehoda         | 9     |      |
| Ret    | 14    | Adrian Sutil       | Force India-Mercedes | 49   | Nehoda         | 14    |      |
| Ret    | 5     | Fernando Alonso    | Ferrari              | 36   | Kolize         | 2     |      |
| Ret    | 20    | Heikki Kovalainen  | Lotus-Cosworth       | 28   | Hřídel         | 19    |      |
| Ret    | 3     | Lewis Hamilton     | McLaren-Mercedes     | 7    | Kolize         | 5     |      |

## Zajímavosti
Safety car vyjel na trať celkem pětkrát.
Řidič Safety caru Bernd Mylander ujel v čele více kol než Sebastian Vettel, který vedl většinu závodu.
Startovalo se za Safety carem.
Závod byl jednou přerušen na dvě hodiny.
Jedná se o nejdelší závod v historii F1.
V závodě byly použity všechny dostupné směsi pneumatik-superměkká, měkká, přechodná i mokrá.
Sebastian Vettel přišel o vedení až v posledním kole.

## Průběžné pořadí šampionátu
Pořadí Poháru jezdců
| Pořadí | Jezdec           | Body |
| ------ | ---------------- | ---- |
| 1      | Sebastian Vettel | 161  |
| 2      | Jenson Button    | 101  |
| 3      | Mark Webber      | 94   |
| 4      | Lewis Hamilton   | 85   |
| 5      | Fernando Alonso  | 69   |

Pořadí Poháru konstruktérů
| Pořadí | Tým              | Body |
| ------ | ---------------- | ---- |
| 1      | Red Bull-Renault | 255  |
| 2      | McLaren-Mercedes | 186  |
| 3      | Ferrari          | 101  |
| 4      | Renault          | 60   |
| 5      | Mercedes         | 52   |